# Мартин, Дэвид (социолог)
Дэ́вид Ма́ртин (англ. David Martin; 30 июня 1929 — 8 марта 2019) — британский социолог, член Британской академии, известный своими трудами по социологии религии и теории секуляризации.

## Биография
Родился в 1929 году в Лондоне, в течение 1940—1947 гг., учился в East Sheen Grammar School, впоследствии отслужил на альтернативной военной службе и в 1959 году заочно получил высшее образование по социологии.
В 1964 году в Лондонской школе экономики получил степень доктора философии по социологии исследуя пацифизм. После защиты остался преподавать в Лондонской школе экономики и в 1971 году стал профессором. Дальнейшая карьера связана с такими заведениями, как Южный методистский университет и Королевский колледж Лондона. Также он является почетным профессором во многих университетах в Великобритании, США, Финляндии, Японии и других стран.
В 2013 году Д. Мартин с женой посетил Россию и прочитал лекцию «Секуляризация, секуляризм и постсекулярное сквозь призму отношений власти» в высшей школе экономики (Москва), а также провел семинар для исследовательской группы проекта «Религия, наука и общество» в Отделе внешних церковных связей РПЦ.
Его жена, Бернис Мартин (Томпсон), также занимается социологией религии, специализируясь на религиозных процессах в Латинской Америке.

## Теория секуляризации
Мартин начал исследовать термин «секуляризация» в 1960-е годы и сразу пришел к выводу о чрезвычайной проблематичности применения этого термина и даже призвал отказаться от его использования. Впрочем, он продолжил исследовать процесс секуляризации и пытался в дальнейшем просто учесть недостатки теории секуляризации, корректируя её содержание. Первой большой его работой, посвященной секуляризации, была книга «Общая теория секуляризации». Д. Мартин утверждает, что классическая теория секуляризации не учитывает культурного многообразия, благодаря которому каждая культура на момент решающего поворота к секулярности имеет уникальную ситуацию относительно ценностей, религиозности, исторического контекста и тому подобного. Вследствие этого нельзя говорить о единообразном развитие секуляризационных процессов в разных культурах. В частности, автор выделяет четыре типичных способа секуляризации, которые называет за культурными ареалами, где они воплотились:
1. англосаксонский (размытые религиозные институты и размытый этнос, поддерживаются аморфные религиозные верования),
2. американский (сильные религиозные институты, но размытый этнос, поддерживаются аморфные религиозные верования),
3. французский или латинский (крепкие религиозные верования, этнос и институции против крепких секулярных верований, етносов и институтов),
4. российский (массивная эрозия религиозных верований, этноса и институтов, которые поддерживаются в тех институтах, которые выжили).

В других регионах способ секуляризации обычно напоминает один из перечисленных четырёх. В более поздних работах Мартин переосмысливает теорию секуляризации, опираясь на свои многолетние исследования христианства, в частности, пятидесятнического движения в Европе и Латинской Америке, а также переосмысливая историю секуляризации в российском варианте после падения СССР. Так, исследователь замечает, что всплеск поэтического и пятидесятнического христианства коррелирует с важной ролью новых христианских деноминаций в индустриальной революции XIX-XX веков, в экологическом движении и других элементах процесса модернизации.
Мартин прослеживает определённую диалектичность в ходе исторического процесса, когда более институциональные формы религии сменяются неинституциональными и попыткой перенести религиозность внутреннего измерения (что можно проследить на евангелическом, пятидесятническом, а также неоязыческом движениях. Кроме того, в истории разных религиозных традиций есть разные регионы, которые секуляризуются с разным успехом (например, в христианской музыке не было такой секуляризации, как в философии). Говоря о теории секуляризации, исследователь утверждает, что она не могла не возникнуть в социологии религии, поскольку сама социология возникла как элемент современной эпохи, и её задачей было найти изменения, произошедшие, в том числе — в религиозном сознании, с появлением модерна. Давид Мартин подчеркивает, что теория секуляризации является лишь частью социологического знания, которая касается общественных изменений, и не следует пытаться вообще отказаться от этой теории, как только стала ясна её неуниверсальность как общей парадигмы в социологии. Впрочем, признавая многочисленные уточнения (например, о диалектичности и неоднородности процесса секуляризации, различия протекания этого процесса в разных обществах), использовать концепт секуляризации вполне возможно. Например, как пишет сам Мартин, он исследует секуляризационные процессы, и религию в целом, в контексте своих политологических и конфликтологических студий, в частности, в исследовании революций. Революции и религиозные войны как яркие события исследователь считает маркерами секуляризации, которую за такими важными индикаторами и можно отслеживать в различных культурах. Именно на его теорию революций иногда указывают как важное дополнение теории секуляризации времен ранних произведений.

## Научные труды
- «Towards Eliminating the Concept of Secularization», Penguin Journal of the Social Sciences 1965, edited by Julius Gould (Penguin, 1965).
- Pacifism: A Historical and Sociological Study (Routledge and Kegan Paul, 1965).
- A Sociology of English Religion, (SCM, 1967)
- «Towards a General Theory of Secularization», European Journal of Sociology, vol. 10 (December 1969).
- The Religious and the Secular, (Routledge and Kegan Paul, 1969)
- Tracts against the Times, (Lutterworth, 1973)
- A General Theory of Secularization (Blackwell, 1978)
- The Dilemmas of Contemporary Religion, (Blackwell, 1978)
- The Breaking of the Image: A Sociology of Christian Theory and Practice (Blackwell, 1980).
- Tongues of Fire: The Explosion of Protestantism in Latin America (Blackwell, 1990).
- Forbidden Revolutions: Pentecostalism in Latin American and Catholicism in Eastern Europe (SPCK, 1996).
- Reflections on Sociology and Theology (Clarendon, 1997).
- Does Christianity Cause War? (Clarendon, 1997).
- Christian Language and Its Mutations: Essays in Sociological Understanding (Ashgate, 2002).
- Pentecostalism: The World Their Parish (Blackwell, 2002).
- Christian Language in the Secular City (Ashgate 2002).
- On Secularization: Towards a Revised General Theory (Ashgate, 2005).
- Sacred History and Sacred Geography: Spiritual Journeys in Time and Space (Regent College, 2008).
- The Future of Christianity: Reflections on Violence and Democracy, Religion and Secularization (Ashgate, 2011).
- The Education of David Martin: The Making of an Unlikely Sociologist (SPCK, 2013)
- Religion and Power: No Logos without Mythos (Ashgate, 2014)